# Хоук, Кали
Ка́ли Хо́ук (англ. Kali Hawk; род. 4 октября 1986, Бронкс, Нью-Йорк) — американская актриса и комедиантка.
Хоук участвовала в пятом сезоне шоу Last Comic Standing в 2007 году, после чего исполняла роли второго плана в фильмах «Формула любви для узников брака» (2009), «Побег из Вегаса» (2010), «Подружки невесты» (2011), «Дай-ка ответ!» (2011) и «Мы — семья Пиплз» (2013). На телевидении Хоук имела второстепенные роли в ситкомах «Новенькая», «Будем вместе» и «Игра». Она также снялась в неудачной перезагрузке шоу Fox In Living Color в 2012 году. В 2014 году она начала сниматься на регулярной основе в ситкоме Adult Swim «Черный Иисус». В 2016 году сыграла главную роль в комедии «Пятьдесят оттенков чёрного».